# Barbus pallidus
Barbus pallidus е вид лъчеперка от семейство Шаранови (Cyprinidae). Видът не е застрашен от изчезване.

## Разпространение
Разпространен е в Южна Африка (Източен Кейп и Квазулу-Натал).

## Описание
На дължина достигат до 7 cm.